# Psychidae
Gli Psichidi (Psychidae Boisduval, 1829) sono una famiglia di insetti dell'ordine degli Lepidotteri.

## Descrizione
È una famiglia caratterizzata da un notevole dimorfismo sessuale; i maschi sono generalmente di colore nero, sono dotati di ali semidiafane ben sviluppate con un'apertura alare che varia dai 12 ai 36 mm e sono privi di apparato boccale (inclusi palpi e proboscide); in molte specie le femmine sono attere (o presentano solo ali vestigiali) e di aspetto quasi vermiforme, con un capo rudimentale.

## Biologia
I bruchi sono noti per l'abitudine di costruirsi una teca di seta ricoperta di detriti o residui vegetali (rametti, sassolini, sabbia, semi, e via dicendo), che viene ampliata man mano che crescono; queste teche, che i bruchi si tirano dietro come il guscio di una chiocciola, sono spesso caratteristiche di una sola specie e possono quindi essere utili all'identificazione; sono lunghe da 1 cm a 15 cm in alcune specie tropicali. I bruchi si nutrono di licheni oppure di foglie verdi delle piante ospiti (tipicamente alberi) e s'impupano direttamente nella loro teca, sigillandola e fissandola a qualche rametto. La femmina rimane nella teca anche da adulta, ed emette dei feromoni per attirare i maschi, che la fecondano tramite un'apertura nel retro della teca e muoiono subito dopo (si segnalano anche casi di partenogenesi). Le uova vengono deposte all'interno della teca e, alla schiusa, le larve ne escono e ne costruiscono una propria.

## Distribuzione
I membri di questa famiglia sono presenti in tutto il mondo.

## Tassonomia

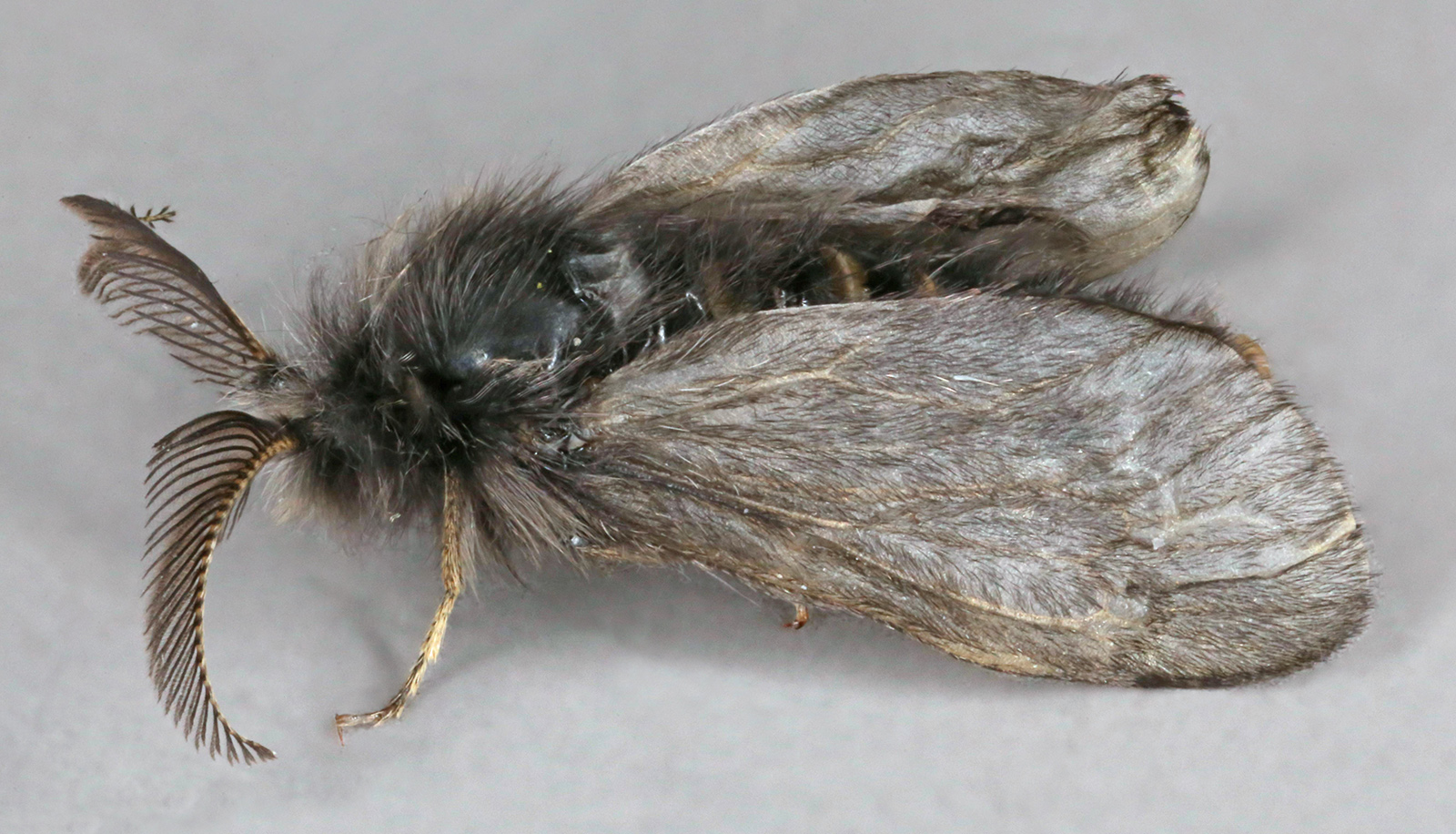
Acanthopsyche atra

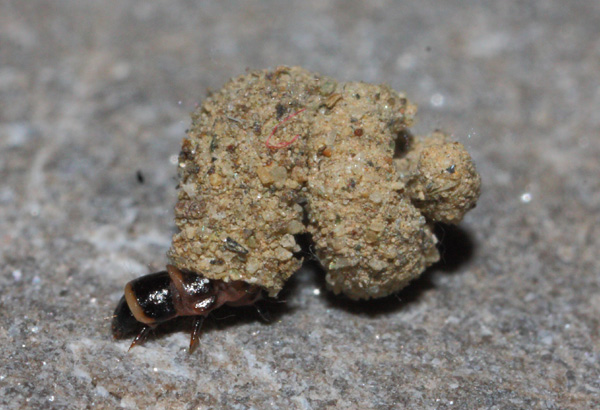
Apterona helicoidella (bruco)

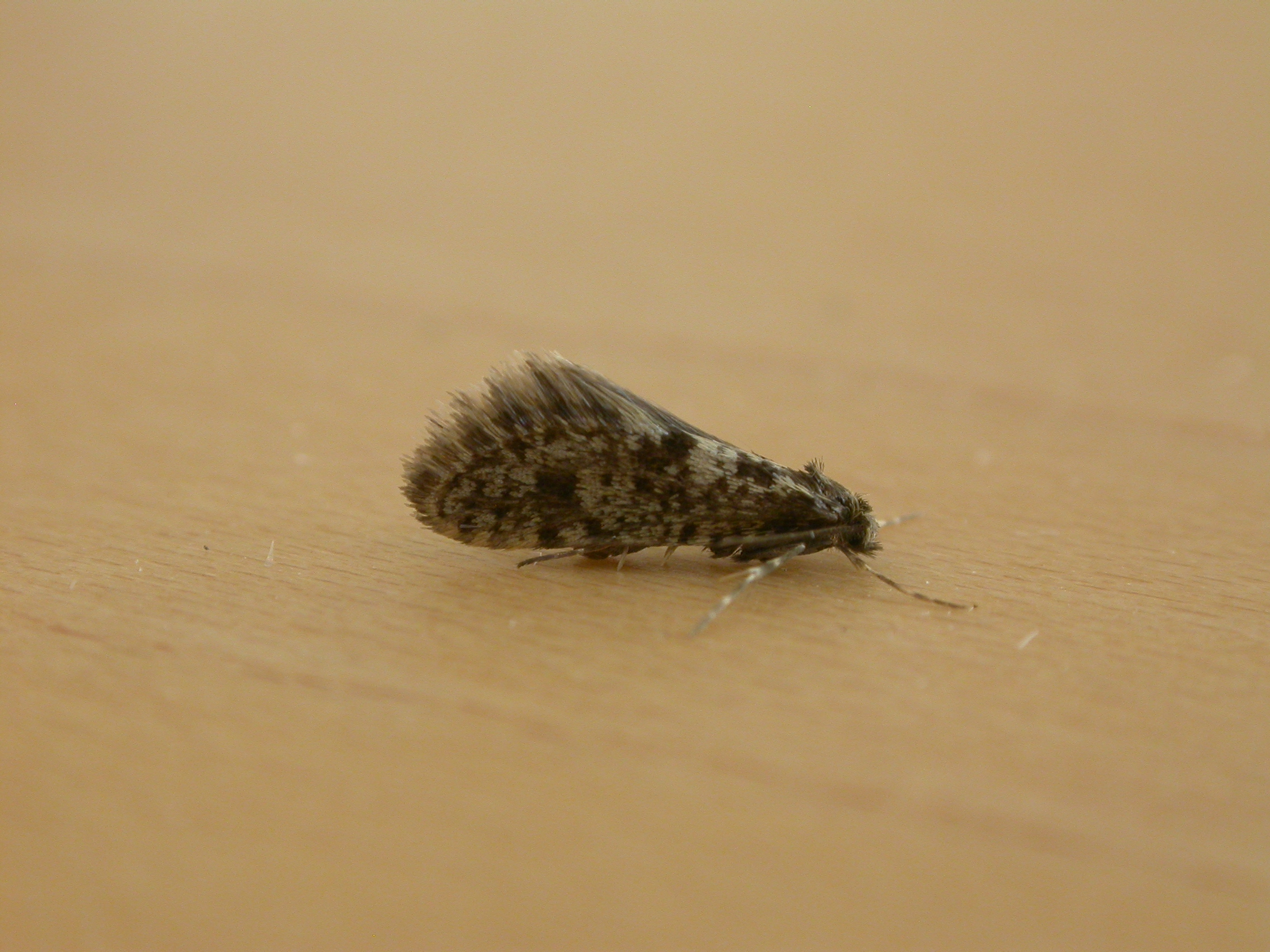
Bankesia conspurcatella

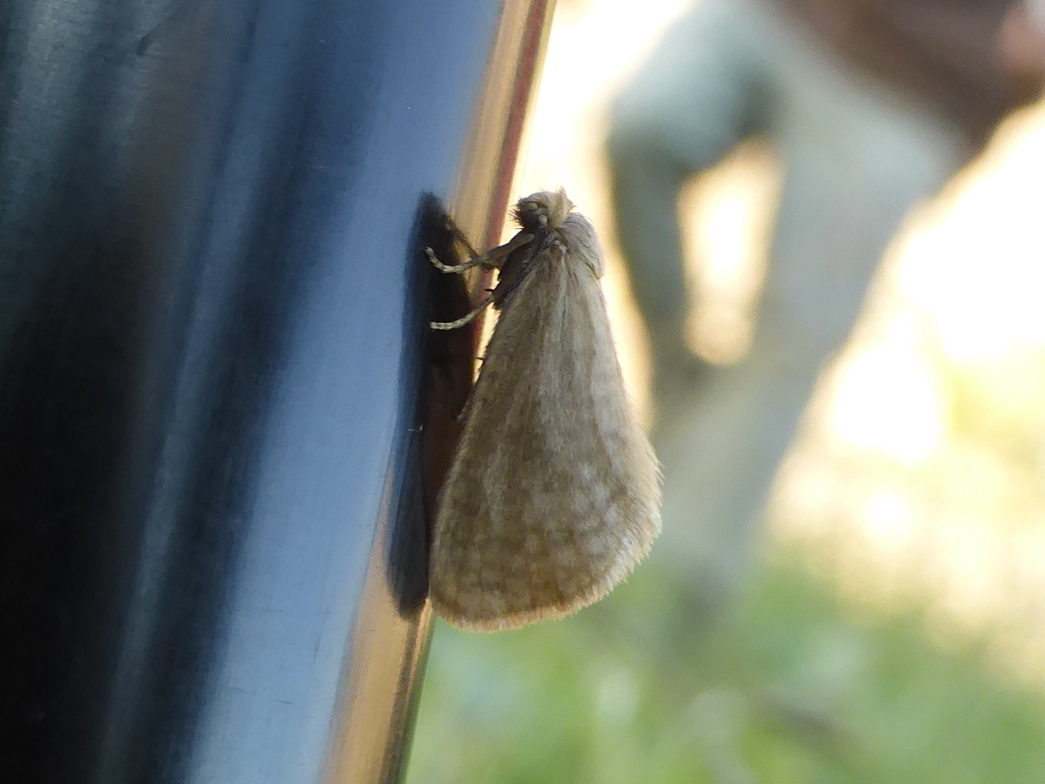
Bijugis bombycella

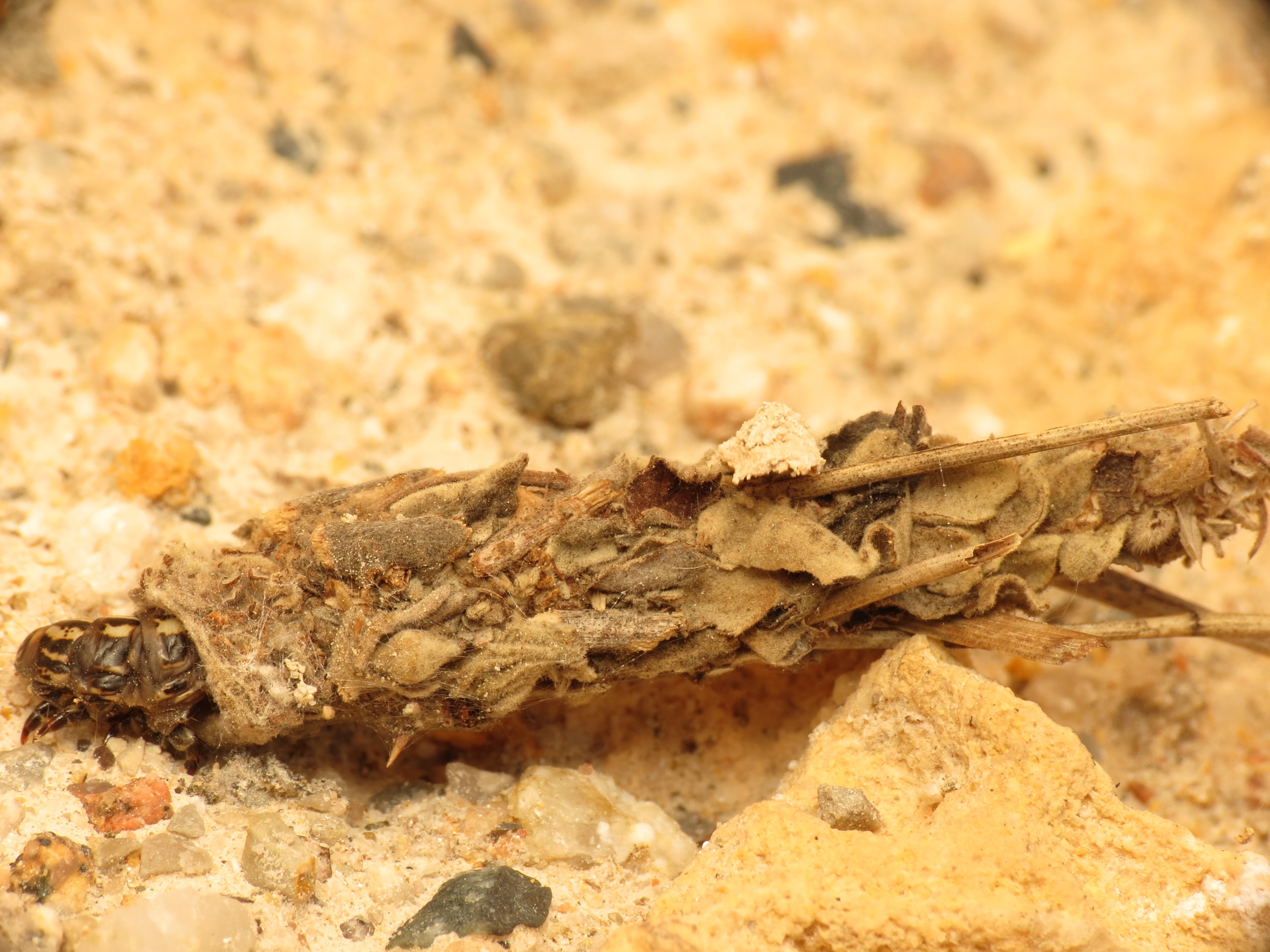
Canephora hirsuta (bruco)

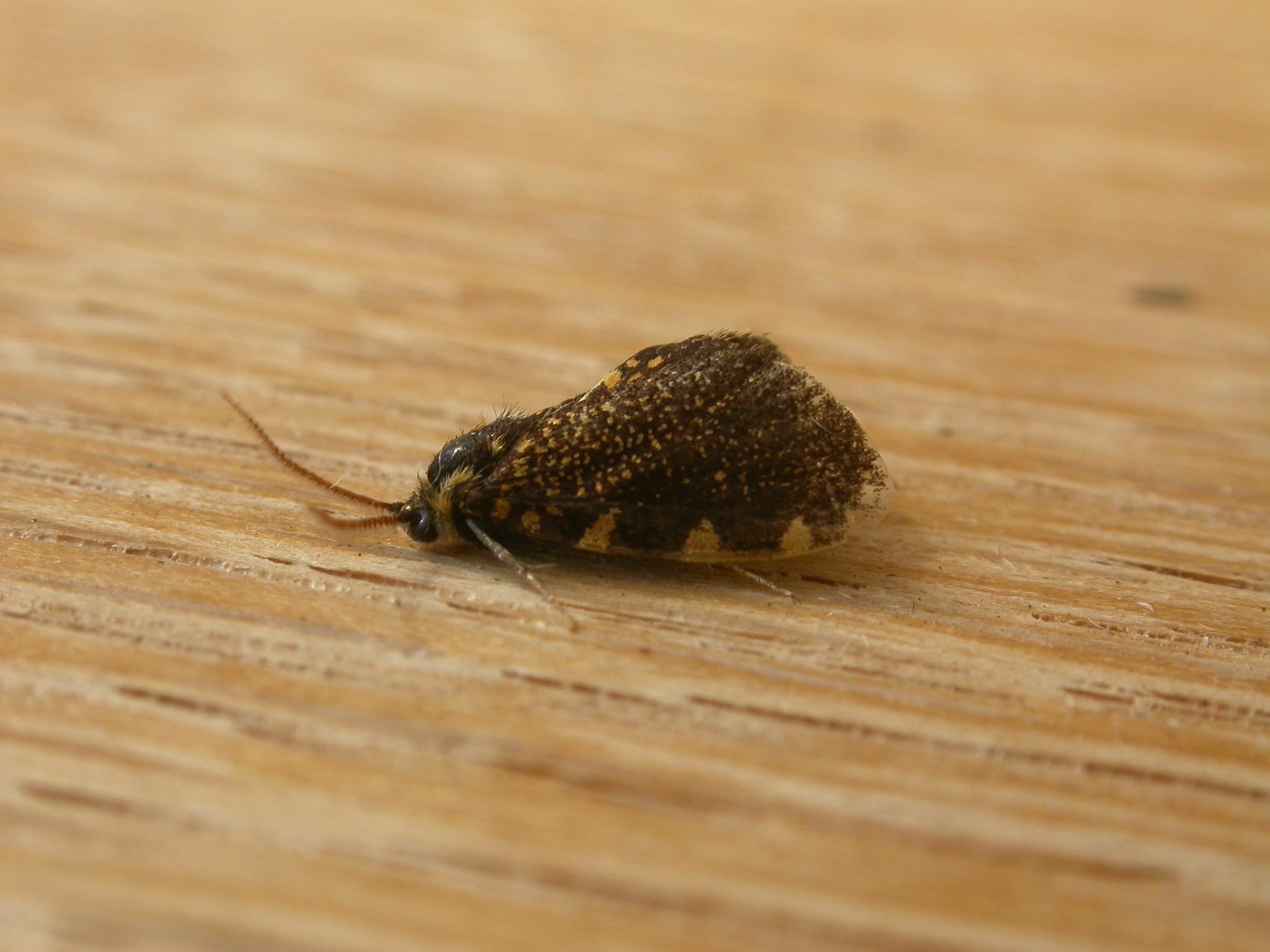
Cebysa leucotelus

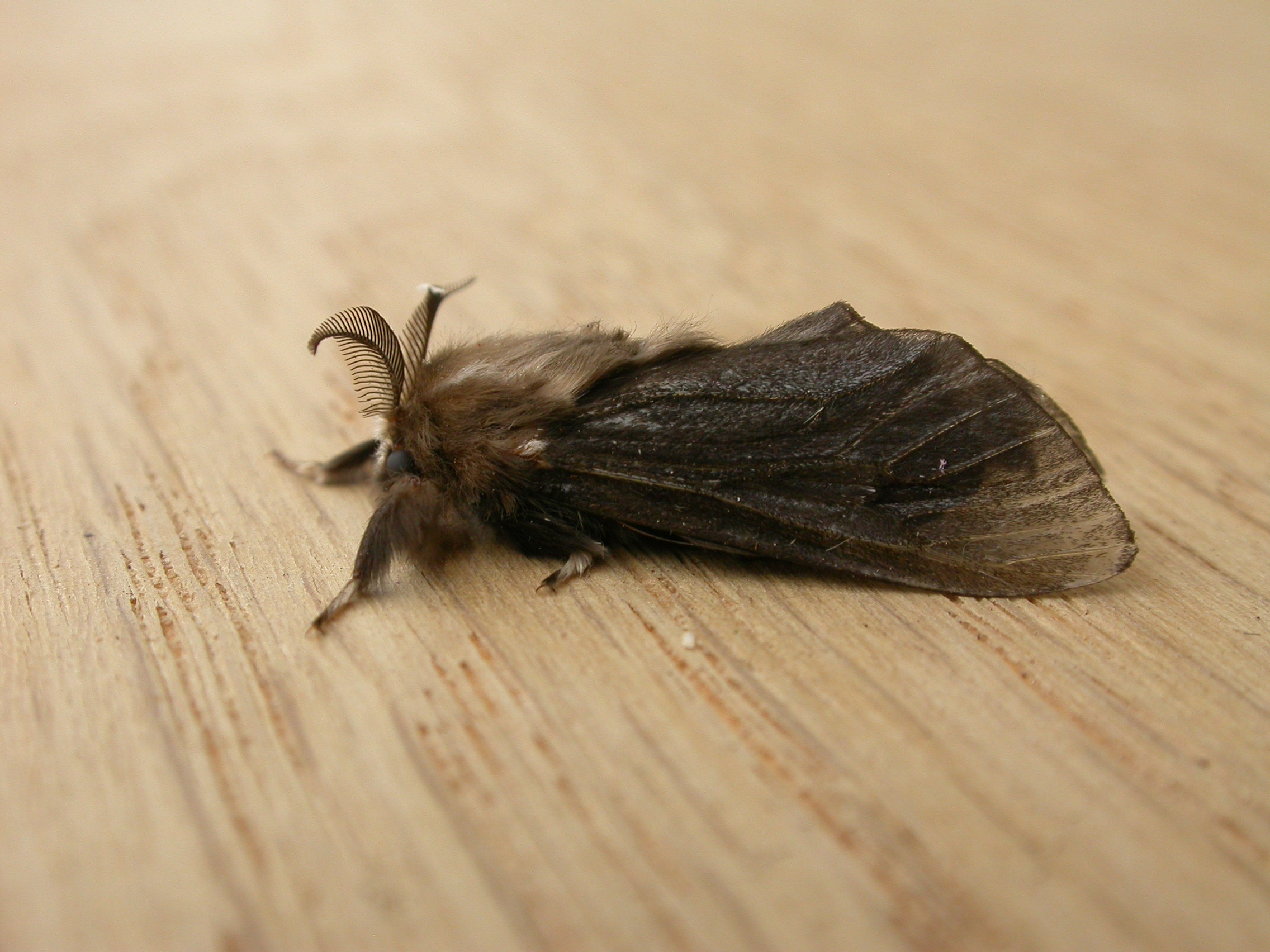
Clania ignobilis

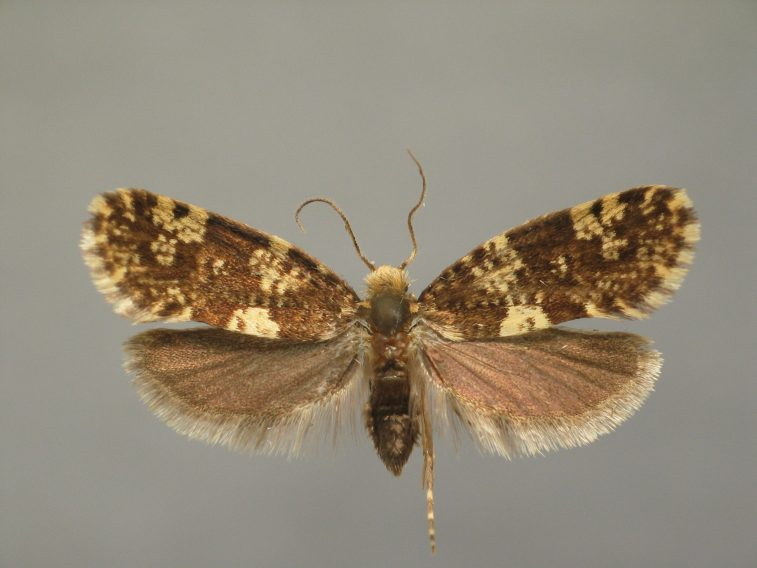
Diplodoma adspersella

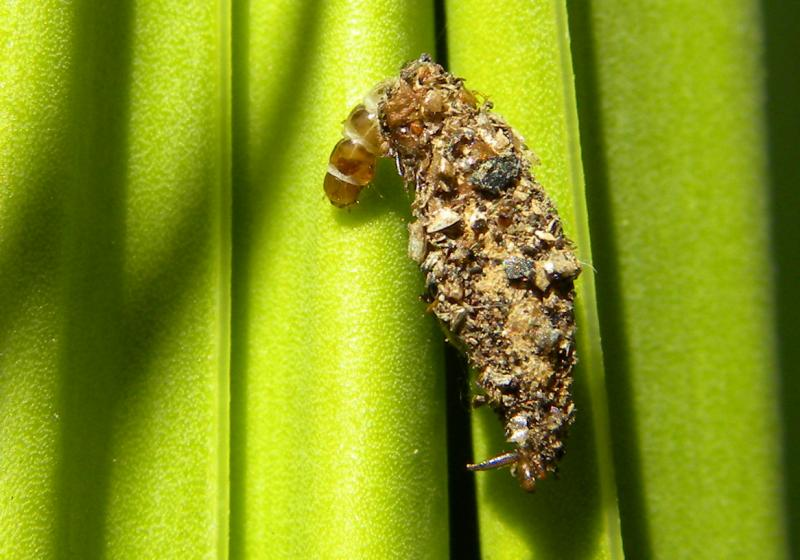
Diplodoma laichartingella (bruco)

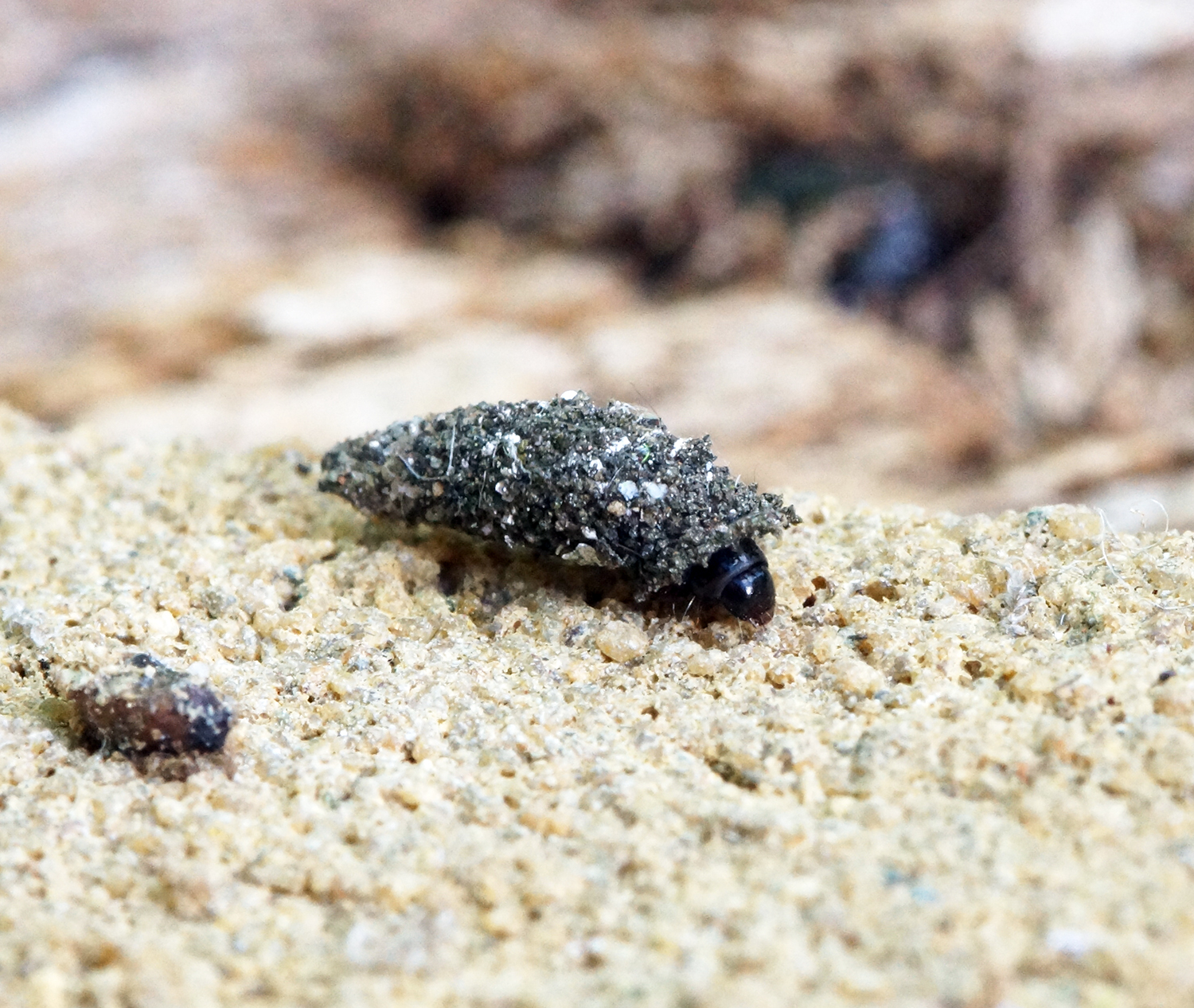
Luffia ferchaultella (bruco)

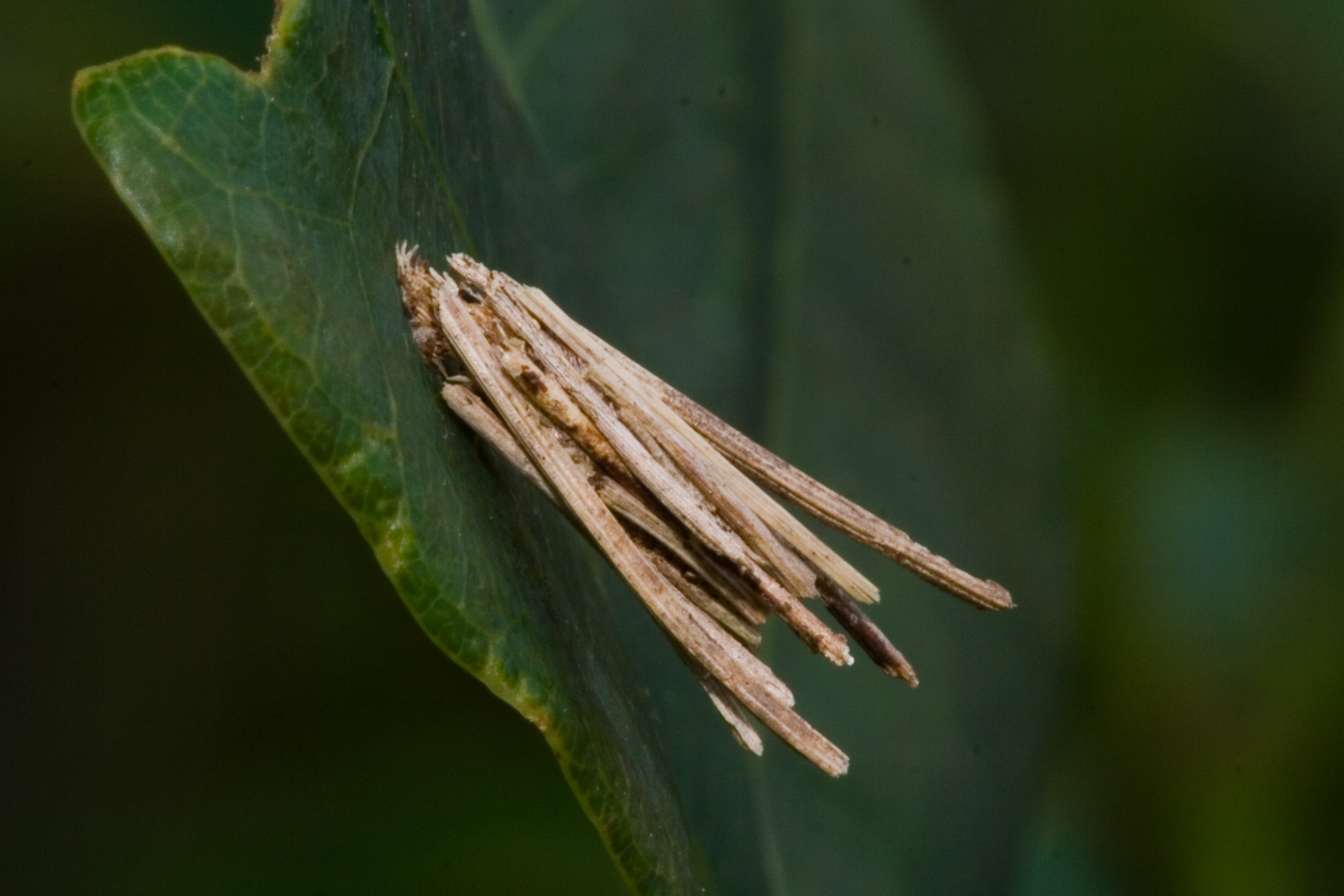
Psyche casta (bruco)

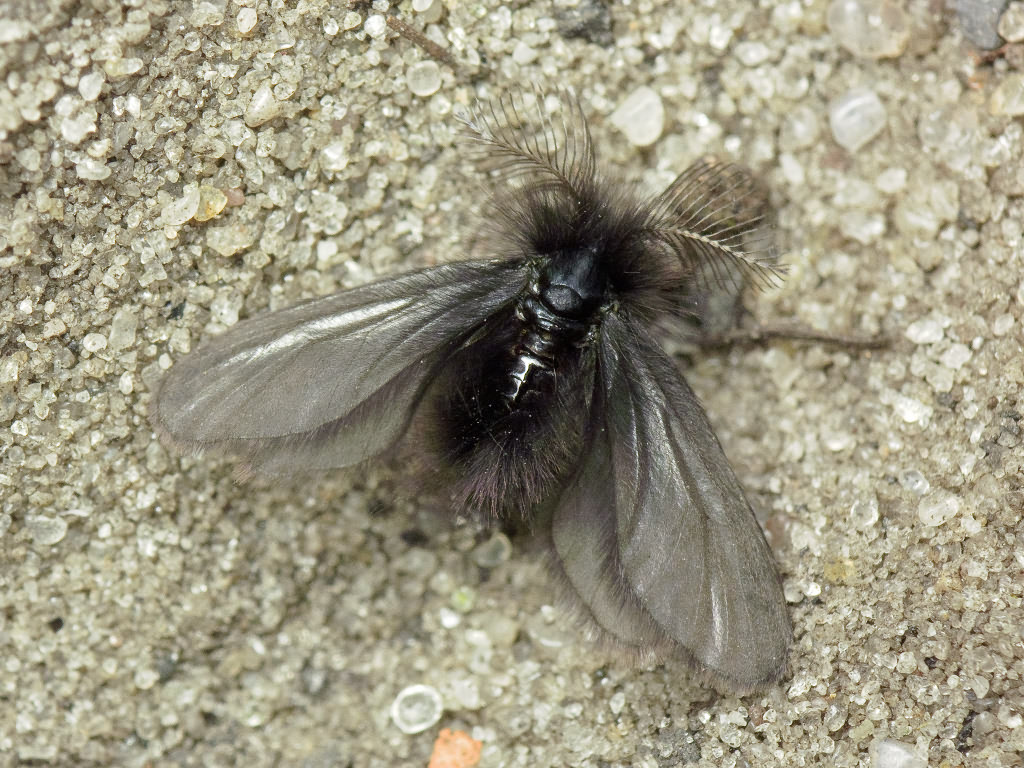
Ptilocephala plumifera

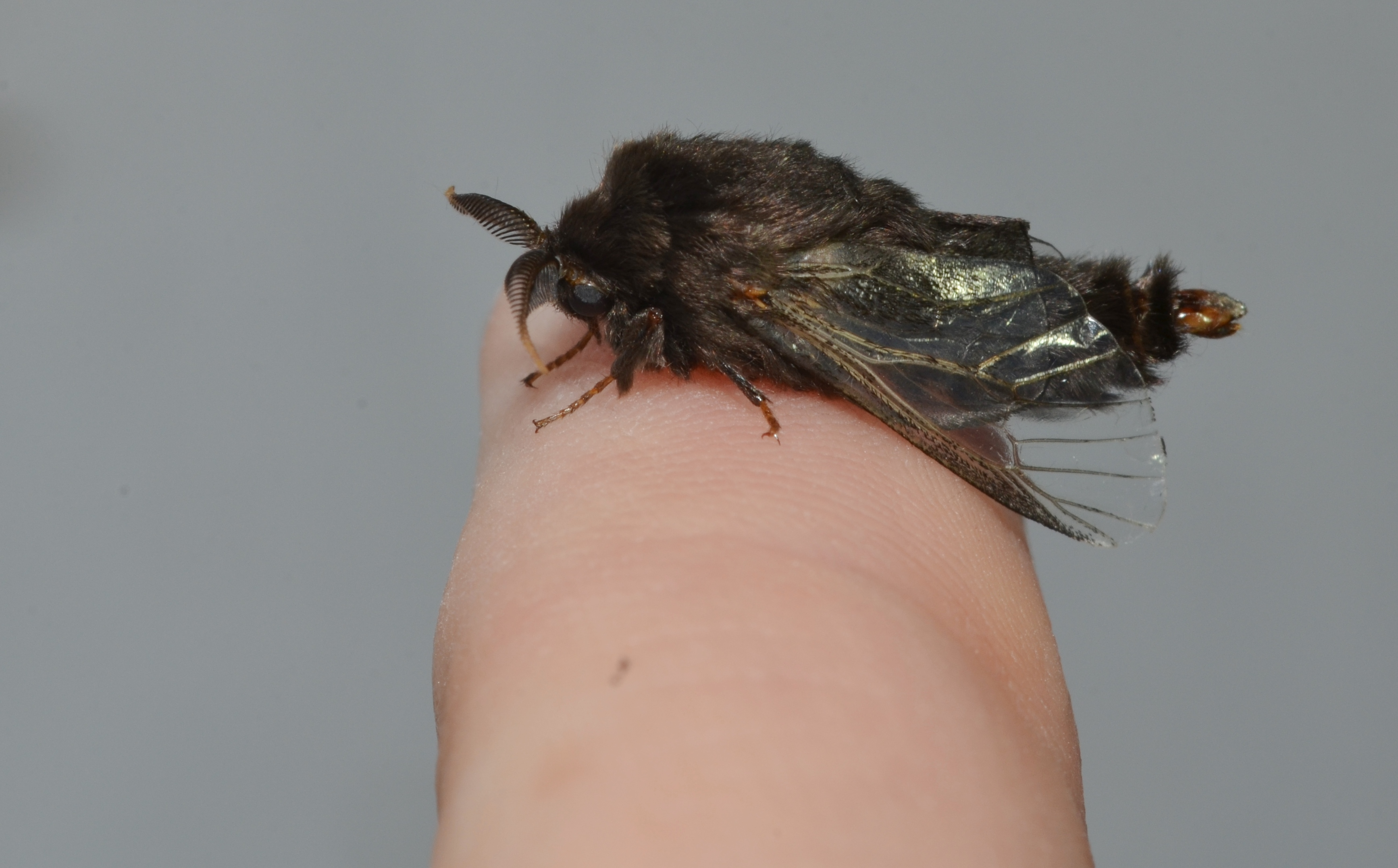
Thyridopteryx ephemeraeformis

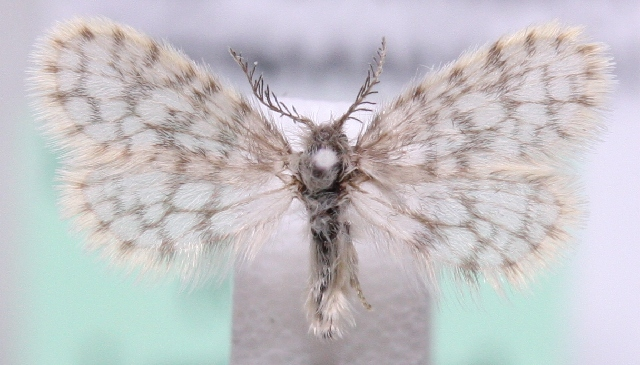
Whittleia retiella

La famiglia, che comprende circa 1350 specie, è divisa come segue:

Sottofamiglia Naryciinae
- tribù Dahlicini
  - Brevantennia Sieder, 1953
  - Dahlica Enderlein, 1912
  - Eosolenobia Filipjev, 1924
  - Postsolenobia Meier, 1958
  - Praesolenobia Sieder, 1954
  - Siederia Meier, 1953
- tribù Naryciini
  - Diplodoma Zeller, 1852
  - Narycia Stephens, 1836

Sottofamiglia Oiketicinae
- tribù Acanthopsychini
  - Acanthoecia Joannis, 1929
  - Acanthopsyche Heylaerts, 1881
  - Amatissa F. Walker, 1862
  - Amicta Heylaerts, 1881
  - Aspinoides Sobczyk, 2011
  - Astala Davis, 1964
  - Auchmophila Rebel, 1907
  - Bambalina Moore, 1883
  - Bathromelas Turner, 1947
  - Bourgognea Dierl, 1972
  - Canephora Hübner, 1822
  - Cathopsyche Das, 1956
  - Chalioides Swinhoe, 1892
  - Claniades Bethune-Baker, 1908
  - Cryptothelea Duncan & Westwood, 1841
  - Curtorama D.R. Davis, 1964
  - Dappula Moore, 1883
  - Deborrea Heylaerts, 1884
  - Dendropsyche F.M. Jones, 1926
  - Eucalyptipsyche C.K. Yang, 1997
  - Eumeta Walker, 1855
  - Eurukuttarus Hampson, 1891
  - Heylaertsia Hampson, 1893
  - Hyalarcta Meyrick & Lower, 1907
  - Hyalinaria Bethune-Baker, 1910
  - Hyaloptila Turner, 1947
  - Kophene Moore, 1879
  - Kotochalia J. Sonan, 1935
  - Lindnerica Dierl, 1965
  - Liothula Fereday, 1878
  - Lomera Walker, 1855
  - Mahasena Moore, 1877
  - Manatha Moore, 1877
  - Metaxypsyche D.R. Davis, 1975
  - Naevipenna D.R. Davis, 1964
  - Nipponopsyche Yazaki, 1926
  - Oiketicoides Heylaerts, 1881
  - Orophora Fereday, 1878
  - Pachythelia Westwood, 1848
  - Pagodiella Betrem, 1952
  - Paracharactis Meyrick & Lower, 1907
  - Phasmyalea Turner, 1947
  - Plutorectella Strand, 1924
  - Pseudoclania Bethune-Baker, 1915
  - Psomocolaides Sobczyk, 2011
  - Ptilamicta Kozhanchikov, 1956
  - Thanatopsyche Butler, 1882
  - Thyridopteryx Stephens, 1835
  - Zamopsyche Dyar, 1923
- tribù Oreopsychini
  - Leptopterix Hübner, 1825
  - Oreopsyche Ad. Speyer, 1865
  - Ptilocephala Rambur, 1866
- tribù Phalacropterygini
  - Loebelia Pinker, 1956
  - Megalophanes Heylaerts, 1881
  - Phalacropterix Hübner, 1825
  - Sterrhopterix Hübner, 1825
- tribù Apteronini
  - Apterona Millière, 1857
  - Eumasia Chrétien, 1904
  - Pygmaeotinea Amsel, 195
- incertae sedis
  - Animula Herrich-Schäffer, 1858
  - Biopsyche Dyar, 1905
  - Clania Walker, 1855
  - Eucoloneura Davis, 2002
  - Hyaloscotes Butler, 1881
  - Lumacra D.R. Davis, 1964
  - Oiketicus Guilding, 1827
  - Pseudomelasina Sobczyk, 2008
  - Pusillopsyche Sobczyk, 2008

Sottofamiglia Taleporiinae Herrich-Schäffer, 1857
- tribù Eotaleporiini
  - Eotaleporia Sauter, 1986
- tribù Taleporiini
  - Bankesia Tutt, 1899
  - Pseudobankesia Meier, 1963
  - Sciopetris Meyrick, 1891
  - Taleporia Hübner, 1825
- incertae sedis
  - Apaphristis Meyrick, 1915
  - Archaeoneura Turner, 1944
  - Cebysa Walker, 1854
  - Cuphomantis Meyrick, 1935
  - Grypotheca Dugdale, 1987
  - Sapheneutis Meyrick, 1907
  - Struthisca Meyrick, 1905

Sottofamiglia Placodominae
- Placodoma Chrétien, 1915

Sottofamiglia Typhoniinae
- tribù Penestoglossini
  - Eumelasina Kozhantshikov, 1956
  - Penestoglossa Rogenhofer, 1875
- tribù Typhoniini
  - Dissoctena Staudinger, 1859
  - Eochorica Rebel, 1940
  - Typhonia Boisduval, 1834

Sottofamiglia Psychinae
- tribù Psychini
  - Bacotia Tutt, 1899
  - Bruandia Tutt, 1900
  - Luffia Tutt, 1899
  - Proutia Tutt, 1899
  - Psyche Schrank, 1801
- tribù Peloponnesiini
  - Peloponnesia Sieder, 1959

Sottofamiglia Epichnopteryginae
- tribù Epichnopterygini
  - Acentra Burrows, 1932
  - Bijugis Heylaerts, 1881
  - Epichnopterix Hübner, 1825
  - Heliopsychidea Pinker, 1956
  - Montanima Sieder, 1949
  - Psychidea Rambur, 1866
  - Psychocentra Meier, 1963
  - Rebelia Heylaerts, 1900
  - Reisseronia Sieder, 1956
  - Whittleia Tutt, 1900
- tribù Stichobasini
  - Stichobasis Kirby, 1892

incertae sedis
- Ardiosteres Meyrick, 1893
- Basicladus Davis, 1964
- Colpotorna Meyrick, 1920
- Conoeca Scott, 1864
- Elinostola Meyrick & Lower, 1907
- Gyrophylla Turner, 1935
- Iphierga Meyrick, 1893
- Lepidoscia Meyrick, 1893
- Metura Walker, 1855
- Napecoetes Turner, 1913
- Oecobia Scott, 1864
- Piestoceros Meyrick, 1907
- Psychanisa Walker, 1855
- Sentica Walker, 1863
- Trigonocyttara Turner, 1945